# Syndicat national des agences de voyages
Pour les articles homonymes, voir SNAV.
Le Syndicat National des Agences de Voyages (SNAV), faisant affaire sous le nom de Les Entreprises du Voyage, est le syndicat le plus représentatif du métier d'agent de voyage (production ou distribution) en France présidé par Jean-Pierre Mas. Il fédère 60 % des agents de voyage. Fondé en 1945, il a pour rôles : 
- la défense et la représentation des agents de voyage auprès des pouvoirs publics ;
- l'aide et l'assistance aux adhérents, avec par exemple, l'édition de documents sur la réglementation du tourisme.

Depuis le 27 avril 2016, le SNAV a modifié ses statuts et changé de nom, pour accorder une place plus importante aux "voyages en France". 
Les deux Conseils des Producteurs et des Distributeurs, font place à six nouveaux conseils :
- Voyage en France,
- Tour-opérateurs,
- Distributeurs et Assembleurs de voyages,
- Voyage d’affaires,
- Organisateurs de voyages de groupes,
- Organisateurs de séminaires, congrès, incentives, foires et salons.

Le SNAV s'appelle désormais Les Entreprises du voyage.